# Nájezd na Dieppe
Nájezd na Dieppe (resp. Operace Jubilee, Operace Rutter) byla obojživelná operace kanadských a britských jednotek proti Třetí říší okupovanému francouzskému přístavu Dieppe. Byla naplánována jako průzkum bojem v širokém měřítku, mající za cíl získat zkušenosti s vyloďovacími operacemi ve větším měřítku, a kooperací jednotlivých složek spojeneckých ozbrojených sil v nich. Druhotným cílem operace byla demonstrace spojenecké jednoty se SSSR provedením bojové operace proti Wehrmachtu na evropském kontinentu a vyvolání pocitu ohrožení spojeneckou invazí na kontinent v německém vrchním velení a případně i pokus vyprovokovat jej k přesunům jednotek k obraně okupované Francie, kterými by se odlehčilo sovětským vojskům bojujícím na východní frontě.
Akce proběhla 19. srpna 1942, velel ji lord Mountbatten jako jeden ze čtyř velitelů neúspěšného vylodění za účasti pozemních a námořních sil a námořnictva u francouzského přístavu Dieppe. Akce skončila katastrofou pro vyloděné síly, které nedosáhly naprosté většiny plánovaných cílů a utrpěly 60–70% ztráty. Jako pozitivum celé akce lze ale uvést, že zkušenosti britsko-kanadských jednotek a problémy, s nimiž se jednotky setkaly, byly zohledněny při přípravě vylodění v Normandii. Nájezd na Dieppe zejména jednoznačně ukázal, že obojživelný útok na opevněný přístav s sebou nese riziko značných ztrát a také poukázal na nutnost dostatečné podpory vyloďovaných jednotek leteckým a námořním bombardováním při překonávání pobřežních opevnění a použití většího množství speciálních vyloďovacích plavidel a prostředků pro překonání překážek na pobřeží, potřebu pečlivějšího plánování obojživelných operací, jakož i nutnost při takovýchto akcích prohloubit koordinaci akcí všech zúčastněných složek ozbrojených sil.
Nájezdu na Dieppe se zúčastnili i mnozí českoslovenští letci v řadách RAF. Celkem za dobu této operace naši letci dosáhli těchto výsledků: 312. stíhací peruť – 1 ozbrojená loď zničena, 2 Fw 190 pravděpodobně zničeny, 1,5 Do 217 zničen, 1 Do 217 poškozen, 2 Fw 190 poškozeny; 310. stíhací peruť: 11 Do 215 zničeno a 1 Bf 109 pravděpodobně zničen.[zdroj⁠?!]
První členové Luftwaffe, kteří měli možnost se na celou operaci podívat, byli piloti 5./JG 26 jmenovitě Oberleutnant Horst Sternberg a Peter Crump.[zdroj⁠?!] Celkový počet vzletů JG 26 byl 377 v rámci 36 akcí. Prvního sestřelu dosáhl Heinrich Bierwith v 06:43.